# Fernand Fayolle
Fernand Fayolle (La Motte-d'Aveillans, 21 juli 1904 – Malaussène, 18 oktober 1997) was een Frans wielrenner en veldrijder. 

## Belangrijkste overwinningen
1929
- Prix de la ville d'Antibes

1932
- Nice-Puget-Theniers-Nice

1934
- 2e etappe Circuit du Midi

## Resultaten in voornaamste wedstrijden
| Jaar | Ronde van Italië | Ronde van Frankrijk | Ronde van Spanje |
| ---- | ---------------- | ------------------- | ---------------- |
| 1928 |                  | 39e                 |                  |
| 1929 |                  |                     |                  |
| 1930 |                  | opgave              |                  |
| 1931 |                  | 29e                 |                  |
| 1932 |                  | 35e                 |                  |
| 1933 |                  | 11e                 |                  |
| 1934 |                  |                     |                  |
| 1935 |                  | 16e                 | 8e               |